# دانایی مطلق
دانایی مطلق (به انگلیسی: Omniscience)، توانایی دانستن همه‌چیز است. در ادیان توحیدی، همچون آیین سیک و ادیان ابراهیمی، این صفتی از خداوند است. در آیین جین، دانایی مطلق صفتی است که هر فردی می‌تواند بالاخره به آن نائل شود. در آیین بودایی، در میان مکتب‌های مختلف، باورهای متفاوتی دربارهٔ دانایی مطلق وجود دارد.